# Левски (община)
Вижте пояснителната страница за други значения на Левски.
Община Левски се намира в Северна България и е една от съставните общини на Област Плевен.

## География

### Географско положение, граници, големина
Общината е разположена в югоизточната част на област Плевен. С площта си от 414,692 km2 заема 6, то място сред 11-те общините на областта, което съставлява 8,91% от територията на областта. Границите ѝ са следните:
- на запад – община Пордим;
- на северозапад – община Плевен;
- на север – община Никопол и община Белене;
- на изток – община Свищов, Област Велико Търново;
- на югоизток – община Павликени, Област Велико Търново;
- на юг – община Летница, Област Ловеч.

### Релеф
Преобладаващият релеф на общината е равнинен и слабо хълмист. Територията ѝ е разположена в южната част Средната Дунавска равнина, като надморската ѝ височина варира от 38 m в коритото на река Осъм, северно от село Трънчовица до 197,5 m, на източния бряг на реката, североизточно от селото. В останалата част на общината преобладаващата надморска височина е от 50 до 150 m, като се повишава от север на юг.

### Води
Основна водна артерия на община Левски е река Осъм, която протича през нея с част от долното си течение на протежение около 70 km. Тя навлиза в общината южно от село Асеновци и се насочва на североизток. източно от град Левски завива на север-северозапад и продължава в тази посока около 17 km. Североизточно от село Българене завива на запад, минава северно от село Обнова и на около 5 km северозападно от него прави голяма, изпъкнала на запад дъга и се насочва на изток. При село Трънчовица, прави нов завой на север и на около 3 km северно от селото напуска пределите на общината. Източно от град Левски в нея отдясно се влива река Ломя, която протича през общината с най-долното си течение.
В община Левски са изградени няколко микроязовира, водите на които се използват основно за напояване на обширните земеделски земи, като най-голям от тях е язовир „Лъдженск бара“, разположен западно от село Малчика.

## Население

### Етнически състав (2011)
Численост и дял на етническите групи според преброяването на населението през 2011 г.:
|                     | Численост | Дял (в %) |
| Общо                | 19 938    | 100,00    |
| Българи             | 14 934    | 74,90     |
| Турци               | 1 199     | 6,01      |
| Цигани              | 683       | 3,20      |
| Други               | 69        | 0,35      |
| Не се самоопределят | 99        | 0,50      |
| Неотговорили        | 2954      | 14,82     |

### Населени места
Общината има 13 населени места с общо население 15 426 жители (към 7 септември 2021).
| Населено място | Население (2021 г.) | Площ на землището km2 | Забележка (старо име) | Населено място | Население (2021 г.) | Площ на землището km2 | Забележка (старо име)           |
| -------------- | ------------------- | --------------------- | --------------------- | -------------- | ------------------- | --------------------- | ------------------------------- |
| Асеновци       | 1020                | 44,238                | Осма Калугерово       | Козар Белене   | 635                 | 27,146                |                                 |
| Аспарухово     | 542                 | 11,777                | Орта кьой             | Левски         | 7649                | 30,717                | Турски кара агач, Кара агач     |
| Божурлук       | 100                 | 13,853                |                       | Малчика        | 1138                | 31,183                | Лъжене                          |
| Българене      | 703                 | 35,057                |                       | Обнова         | 1572                | 68,689                |                                 |
| Варана         | 23                  | 13,531                |                       | Стежерово      | 332                 | 46,195                | Стижерово                       |
| Градище        | 869                 | 38,363                |                       | Трънчовица     | 480                 | 32,107                |                                 |
| Изгрев         | 363                 | 21,836                | Дервишко              | ОБЩО           | 15426               | 414,692               | няма населени места без землища |

## Административно-териториални промени
- Указ № 296/обн. 06.09.1897 г. – преименува с. Турски кара агач (Кара агач) на с. Левски;
- Указ № 54/обн. 23.07.1934 г. – обединява селата Виная и Радинец в едно ново населено място – с. Обнова;
- МЗ № 2820/обн. 14.08.1934 г. – преименува с. Орта кьой на с. Аспарухово;

– преименува с. Дервишко на с. Изгрев;
- ПМС № 1/обн. 13.08.1945 г. – признава с. Левски за гр. Левски;
- Указ № 290/обн. 23.06.1950 г. – преименува с. Осма Калугерово на с. Асеновци;
- Указ № 663/обн. 29.12.1950 г. – преименува с. Лъжене на с. Малчика;
- през 1956 г. – осъвременено е името на с. Стижерово на с. Стежерово без административен акт.

## Транспорт
През територията на общината преминават 3 участъка участъка с обща дължина от 38 km от Железопътната мрежа на България:
- от запад на изток – участък от 15,6 km от трасето на жп линията София – Горна Оряховица – Варна;
- началният участък от 6 km от трасето на жп линията Левски – Ловеч – Троян;
- началният участък от 16,4 km от трасето на жп линията Левски – Ореш – Свищов.

През общината преминават частично 6 пътя от Републиканската пътна мрежа на България с обща дължина 83,8 km:
- участък от 22,4 km от Републикански път I-3 (от km 37,2 до km 59,6);
- началният участък от 15,6 km от Републикански път III-301 (от km 0 до km 15,6);
- началният участък от 2,5 km от Републикански път III-302 (от km 0 до km 2,5);
- началният участък от 18,6 km от Републикански път III-303 (от km 0 до km 18,6);
- началният участък от 8,6 km от Републикански път III-304 (от km 0 до km 8,6);
- началният участък от 16,1 km от Републикански път III-3002 (от km 0 до km 16,1).

## Топографска карта
- Лист от карта K-35-14. Мащаб: 1 : 100 000.
- Лист от карта K-35-15. Мащаб: 1 : 100 000.
- Лист от карта K-35-27. Мащаб: 1 : 100 000.